# 红杆水龙骨
红杆水龙骨（学名：Polypodiodes amoena var. duclouxi）为水龙骨科水龙骨属下的一个变种。

## 扩展阅读
- 維基物種上的相關：红杆水龙骨